# Татар, Бенджамин
Бенджамин Татар (род. 18 мая 1994, Сараево) — боснийский футболист, полузащитник финского клуба «Гнистан».

## Клубная карьера
В 2017 году стал игроком хорватского клуба «Славен Белупо». 15 июля 2017 года в матче против клуба «Риека» дебютировал в чемпионате Хорватии.
В июле 2022 года перешёл в боснийский клуб «Борац» Баня-Лука.
Летом 2023 года подписал контракт с клубом «Окжетпес».

## Клубная статистика
| Игровая карьера | Игровая карьера   | Игровая карьера | Лига | Лига | Кубок | Кубок | Межд. | Межд. | Др. | Др. |
| --------------- | ----------------- | --------------- | ---- | ---- | ----- | ----- | ----- | ----- | --- | --- |
| 2018/19         | Сараево           | А               | 30   | 12   | 4     | 1     | 2     | 0     | —   | —   |
| 2019/20         | Сараево           | А               | 17   | 6    | —     | —     | 4     | 1     | —   | —   |
| 2020/21         | Сараево           | А               | 17   | 10   | —     | —     | 4     | 3     | —   | —   |
| 2020/21         | Абха              | А               | 10   | 1    | —     | —     | —     | —     | —   | —   |
| 2022/23         | Борац (Баня-Лука) | А               | 29   | 1    | —     | —     | 2     | 2     | —   | —   |
| 2023            | Окжетпес          | А               | 5    | 0    | —     | —     | —     | —     | —   | —   |